# Ligação peptídica
Uma ligação peptídica é uma ligação química que ocorre entre duas moléculas quando o grupo carboxilo de uma molécula reage com o grupo amina de outra molécula, libertando uma molécula de água (H2O). Isto é, uma reação de síntese por reação de condensação que ocorre entre moléculas de aminoácidos.
A ligação covalente C-N resultante é chamada ligação peptídica e a grupo funcional resultante é uma amida . Polipeptídeos e proteínas são cadeias de aminoácidos presas por ligações peptídicas. A espinha dorsal do PNA (quimicamente similar ao DNA e RNA) também é mantido por este tipo de ligação.
A ligação C-N tem um caráter parcial de dupla ligação, com o átomo de N alcançando uma carga positiva parcial e o O uma carga negativa parcial, não permitindo que a molécula normalmente gire sobre esta ligação. O arranjo inteiro dos quatro átomos C,O,N,H da ligação peptídica assim como os dois carbonos vicinais da ligação é uma estrutura planar. Esta ordenação planar rígida é o resultado da estabilização por ressonância da ligação peptídica. Por isso, o esqueleto resultante é uma série de planos sucessivos separados por grupos metilenos substituídos. Isso impõem restrições importantes no número de conformações que uma proteína pode adotar.
O nitrogênio faz apenas 3 ligações covalentes , mas carrega uma molécula de hidrogênio parcialmente, sendo desprotonado na ligação pepitidica, formando com a hidroxila a molécula de H2O
Uma ligação peptídica pode ser quebrada por hidrólise (adição de água). Em determinadas condições e na presença de água, ocorre a quebra destas ligações espontaneamente com libertação de aproximadamente 10 kJ/mol de energia livre, porém o processo é extremamente lento. Em organismos vivos, o processo é facilitado pelas enzimas. Os organismos vivos também empregam enzimas para formar os peptídeos; este processo requer energia. O comprimento de onda de absorção para uma ligação peptídica é de 220-280 nm.

## Formação da ligação peptídica
A ligação é o resultado da reação entre a função ácido carboxílico (COOH) com a amina (NH2), como um produto secundário com uma molécula de água (H2O).
A ligação peptídica é fundamental na formação de péptidos, de polipéptidos e de proteínas. Após a formação da ligação peptídica, uma extremidade transporta um grupo amina livre - o N - ou de terminal amino e o outro um grupo carboxilo - o C - ou carboxilo-terminal.

## Configurações da ligação peptídica
A ligação peptídica pode existir em duas configurações: cis e trans. No entanto, na forma cis, as cadeias laterais dos átomos de carbono de resíduos adjacentes, interferem uns com os outros, porque ocorre impedimento estereoquímico, a razão cis / trans é da ordem de 1:1000. Uma notável exceção a esta regra é a prolina, onde a forma atípica do grupo lateral faz com que a configuração cis seja mais acessível.

## Propriedades da ligação peptídica
- Estabilidade

As estruturas limitam a forma de ressonância. A ligação peptídica é estabilizada por efeito mesomérico e não pode sofrer uma rotação livre, uma propriedade muito importante para determinar a conformação tridimensional de cadeias polipeptídicas. Isto implica ressonância da ligação peptídica. Nesta estrutura, segue-se que os dois grupos R aminoácidos são alternados em cada lado da ligação peptídica.
- Os comprimentos e ângulos

O comprimento de uma ligação peptídica é 1,33 Å = 133 pm (= 1,33.10-10 m). É menor do que uma única ligação regular, mas mais do que uma ligação dupla.